# 吉崎昌一
吉崎 昌一（よしざき まさかず、1931年11月23日 - 2007年2月20日）は、日本の考古学者。元北海道大学教授、専門分野は、旧石器・植物考古学。 

## 経歴
樺太生まれ。鎌倉学園高等学校、明治大学文学部卒業。明治大学大学院文学研究科修士課程修了。市立函館博物館学芸員、ウィスコンシン州立大学マディソン校研究員、北海道大学理学部助教授を経て、北海道大学文学部教授。国際日本文化研究センター客員教授、札幌国際大学教授。旧石器捏造事件において総進不動坂遺跡の検証発掘の団長を務めた。
豊平川にサケを呼び戻すというカムバックサーモン運動にかかわった。
アイヌ民族出身の参議院議員萱野茂をかこむ学者の会の中心となり、萱野茂・アイヌ文化講座の世話役を務めた。
2007年2月20日、肺炎のため死去。享年75。

## 主著
- 「消えた平原ベーリンジア―極北の人類史を探る」（共著）
- 「シンポジウム　アイヌ」その起源と文化形成（共著）
- 「考古学ゼミナールー日本の考古学・・・北辺と南島」（共著）
- 「サケよ、豊平川をのぼれ」草風館
- 「萱野茂・アイヌ文化講座　アイヌ語が国会に響く」草風館（共著）
- 「萱野茂・アイヌ文化講座II　アイヌ文化を伝承する」草風館（共著）